# Брумтаун (Алабама)
Брумтаун (англ. Broomtown) — переписна місцевість (CDP) в США, в окрузі Черокі штату Алабама. Населення — 160 осіб (2020).

## Географія
Брумтаун розташований за координатами 34°21′57″ пн. ш. 85°31′56″ зх. д. / 34.36583° пн. ш. 85.53222° зх. д. (34.365728, -85.532112).  За даними Бюро перепису населення США в 2010 році переписна місцевість мала площу 12,16 км², уся площа — суходіл.

## Демографія
Згідно з переписом 2010 року, у переписній місцевості мешкали 182 особи в 77 домогосподарствах у складі 54 родин. Густота населення становила 15 осіб/км².  Було 97 помешкань (8/км²).
Расовий склад населення:
| - 98,4 % — білих - 1,6 % — чорних або афроамериканців |

До двох чи більше рас належало 0,0 %. Частка іспаномовних становила 0,0 % від усіх жителів.
За віковим діапазоном населення розподілялося таким чином: 19,2 % — особи молодші 18 років, 59,4 % — особи у віці 18—64 років, 21,4 % — особи у віці 65 років та старші. Медіана віку мешканця становила 48,7 року. На 100 осіб жіночої статі у переписній місцевості припадало 97,8 чоловіків;  на 100 жінок у віці від 18 років та старших — 104,2 чоловіків також старших 18 років.
Середній дохід на одне домашнє господарство  становив 36 038 доларів США (медіана — 28 750), а середній дохід на одну сім'ю — 47 063 долари (медіана — 41 618). За межею бідності перебувало 23,8 % осіб, у тому числі 100,0 % дітей у віці до 18 років та 28,2 % осіб у віці 65 років та старших.
Цивільне працевлаштоване населення становило 60 осіб. Основні галузі зайнятості: будівництво — 43,3 %, виробництво — 31,7 %, роздрібна торгівля — 25,0 %.